# Regenmacher (Album)
Regenmacher ist das dritte Studioalbum des Berliner Rappers Megaloh. Es erschien am 4. März 2016 bei Universal Music im Rahmen einer Kooperation mit Nesola. Unter anderem sind MoTrip, Joy Denalane, Max Herre und ASD auf dem Album mit Gastbeiträgen vertreten.

## Geschichte

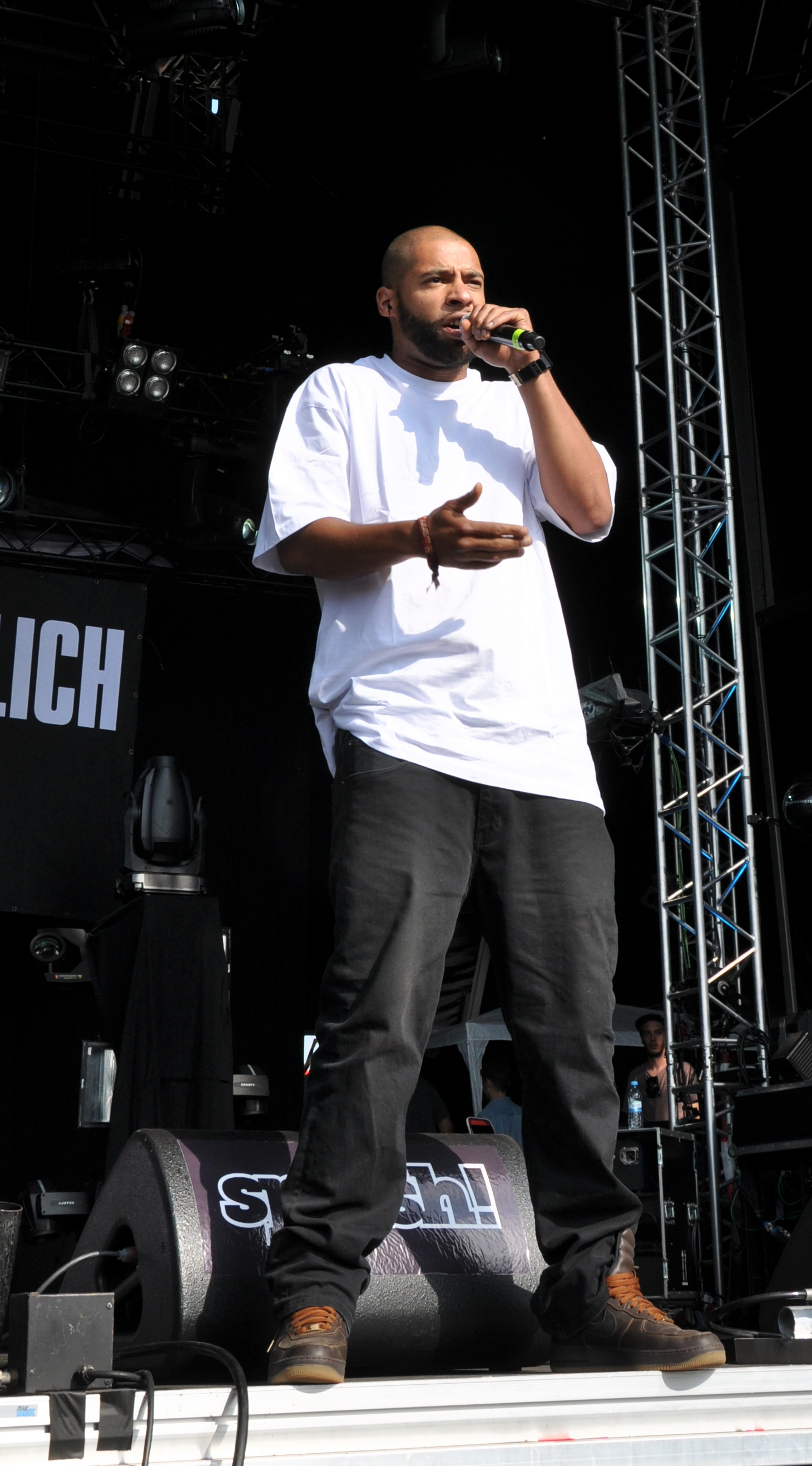
Megaloh auf dem splash! 2013

Auf dem splash! im Juli 2015 kündigte Megaloh an, dass er ein neues Album veröffentlichen werde. Er gab auch bekannt, dass es den Titel Regenmacher tragen werde. Am 4. März 2016 wurde das Album zum Verkauf bereitgestellt. Zuvor wurden die Musikvideos zu Regenmacher, Alles anders und Oyoyo auf YouTube veröffentlicht.
Das Album erreichte Platz 2 der deutschen Charts.

## Titelliste
| #  | Titel                                     | Länge |
| -- | ----------------------------------------- | ----- |
| 1  | Regenmacher                               | 3:25  |
| 2  | Zug                                       | 4:19  |
| 3  | Zapp Brannigan                            | 2:13  |
| 4  | Wer hat die Hitze (feat. Trettmann)       | 4:06  |
| 5  | Ernte Dank (feat. MoTrip & Maxim)         | 3:48  |
| 6  | Was ihr seht                              | 4:32  |
| 7  | Er ist / Voodoo Interlude                 | 4:09  |
| 8  | Wohin (feat. Musa)                        | 4:37  |
| 9  | Himmel berühren                           | 3:14  |
| 10 | Schlechter Schlaf (feat. Joy Denalane)    | 3:46  |
| 11 | Oyoyo (feat. Musa & Patrice)              | 3:50  |
| 12 | Alles anders (feat. Max Herre)            | 3:56  |
| 13 | Graulila (feat. Tua)                      | 3:56  |
| 14 | Geradeaus (feat. Jan Delay)               | 4:12  |
| 15 | Blaue Aurora                              | 3:12  |
| 16 | Exodus (feat. ASD, Max Herre & Gentleman) | 4:45  |
| 17 | Welt gehört uns                           | 3:19  |
| 18 | Tripleschicht                             | 3:28  |
| 19 | Bis ans Ende                              | 5:54  |

## Rezeption
Das Album erhielt überwiegend positive Kritiken. So urteilt das Online-Magazin rap.de:

„Die Metaphorik des Erntens, der Dürre und des darauffolgenden erlösenden Regens zieht sich durch die gesamte LP, fast schon beschwörend rappt er vom […] verfallenden System. So bewegt er sich zwischen Schwarzmalerei und wieder aufkeimendem Lebensmut, ohne dabei pathetisch zu werden. Durch Banger wie ‚Zap Brannigan‘ und ‚Wer hat die Hitze‘ ist dem Nesola-Signing eine gesunde Mischung gelungen, die ein hervorragendes, ausgewogenes Album hervorgebracht hat, das quasi keine Schwachpunkte bietet.“

Auch Laut.de sieht das Album aus einem positiven Blickwinkel, und schreibt:

„Megaloh bezieht mit ‚Regenmacher‘ […] Stellung, er gibt ungewöhnlich viel von sich preis. Politisch, persönlich und musikalisch. Dem sonst so souligen Klanggewand werden weitere Facetten angenäht.“

Steffen Bauer von MZEE schreibt in einer durchwegs positiven Kritik:

„Alle Höhepunkte von ‚Regenmacher‘ aufzuzählen, würde den Rahmen dieser Rezension sprengen. Wo ‚Endlich Unendlich‘ häufig etwas zu melodiös und organisch war, schafft es Megaloh auf seinem neuen Werk, einen optimalen Mittelweg zwischen Inhalt und Technik, Härte und Soul zu finden, sodass man davon ausgehen kann, dass ‚Regenmacher‘ am Ende von 2016 den Weg in die ein oder andere Bestenliste finden wird.“